# Buerger-Test
Der Buerger-Test ist eine medizinische Untersuchung, die durch Inaugenscheinnahme Hinweise auf eine Periphere arterielle Verschlusskrankheit (pAVK) gibt. Sie ist eine Alternative zur Ermittlung des Knöchel-Arm-Index durch Doppler-Druckmessung und kommt zum Einsatz, wenn diese nicht möglich ist oder keine aussagekräftigen Ergebnisse zeigt.  
Die Kompressionstherapie ist wesentlich für die Abheilung von chronischen Wunden bei Menschen mit chronisch-venöser Insuffizienz, dem Ulcus cruris (auch: „offenes Bein“). Eine fortgeschrittene periphere arterielle Verschlusskrankheit ist allerdings eine Kontraindikation für die Kompressionstherapie, die je nach Ausmaß der arteriellen Störung nur eingeschränkt oder gar nicht zum Einsatz kommen darf. Der Buerger-Test ermöglicht durch Interpretation optischer Effekte eine Einschätzung über das Vorliegen einer pAVK bei Patienten, die eine Kompressionstherapie erhalten sollen.  
Im Gegensatz zu gesunden Menschen stellt sich an den Füßen liegender Patienten mit Gefäßerkrankungen zum Teil bereits nach kurzer Zeit eine Blässe ein, da die Durchblutung der äußeren Extremitäten durch die Annäherung an das Herzniveau nicht mehr gewährleistet ist. So ist bei Vorliegen einer kritischen Ischämie bereits ein erhebliches Erblassen der Füße sichtbar, wenn der Unterschenkel um mehr als 20° angehoben wird. Zur Ermittlung einer möglichen pAVK werden die Füße beobachtet, wenn sich der liegende Patient erhebt und beide Beine in sitzender Position hängen lässt. Das Bein, dessen Fuß langsamer wieder zur normalen Färbung zurückkehrt (Reperfusion), weist möglicherweise eine pAVK auf. 
Vergleichbare Testmethoden zur Beurteilung der Durchblutungssituation anhand optischer Merkmale sind der Pole-Test und die Ratschow-Lagerungsprobe. 